# Rajd Wisły 1989
Rajd Wisły 1989 – 37. edycja Rajdu Wisły. Był to rajd samochodowy rozgrywany od 22 do 24 września 1989 roku. Była to piąta runda Rajdowych Samochodowych Mistrzostw Polski w roku 1989. Rajd składał się z dwudziestu dwóch odcinków specjalnych. Rajd rozgrywany był na nawierzchni asfaltowej i szutrowej. Zwycięzcą został Marian Bublewicz, który wygrał dziesięć OS-ów, drugie miejsce zajął Lech Orski (wygrał pięć OS-ów), na trzecim miejscu do mety dojechał Bogdan Herink.

## Wyniki końcowe rajdu[1][2]
| Miejsce | Kierowca          | Pilot              | Samochód                   | Czas    | Strata | Grupa Klasa |
| ------- | ----------------- | ------------------ | -------------------------- | ------- | ------ | ----------- |
| 1       | Marian Bublewicz  | Ryszard Żyszkowski | Mazda 323 4WD              | 1:17:56 | -      | A-13        |
| 2       | Lesław Orski      | Tomasz Chmiel      | Volkswagen Golf II GTi 16V | 1:19:54 | +1:58  | A-13        |
| 3       | Bogdan Herink     | Barbara Stępkowska | Renault 11 Turbo           | 1:22:14 | +4:18  | A-13        |
| 4       | Paweł Przybylski  | Maciej Wisławski   | FSO Polonez 1500 Turbo     | 1:23:51 | +5:55  | A-13        |
| 5       | Piotr Kozłowiecki | Marek Skrobot      | Suzuki Swift GTi           | 1:24:25 | +6:29  | A-12        |
| 6       | Lech Koraszewski  | Andrzej Baran      | Lancia Delta Integrale     | 1:25:32 | +7:36  | N-04        |
| 7       | Robert Gryczyński | Janusz Ciupa       | FSO Polonez 1600           |         |        | A-14        |
| 8       | Paweł Budzyń      | Witold Michalski   | Suzuki Swift GTi           |         |        | A-12        |
| 9       | Waldemar Doskocz  | Andrzej Górski     | FSO Polonez 1600           |         |        | A-14        |
| 10      | Marek Sadowski    | Grzegorz Gac       | FSO Polonez 1500 Turbo     |         |        |             |